# Medicinski leksikon
Medicinski leksikon u izdanju Leksikografskog zavoda Miroslav Krleža iz 1992. godine, leksikon je temeljnih medicinskih znanosti. U njemu se nalaze sažeti rezultati medicinskih znanstvenih istraživanja, dijagnostičkih metoda brojnih bolesti i bolesnih stanja, metoda liječenja te suvremenih metoda zaštite i čuvanja zdravlje. Svaka natuknica o bolestima i nenormalnim stanjima jezgrovito je definirana, a u njezinu sklopu navedeni su načini liječenja i upute za hitnu intervenciju u iznenadnim prilikama, kod ozljeda, nezgoda i otrovanja. Izbor građe vodi od svima razumljivih pojmova kao što su, primjerice, komarci, ljekarna ili spavanje do stručnih, a raspon naziva od latinskih i grčkih, preko ustaljenih tuđica i posuđenica do narodnih.
Medicinski leksikon podsjetnik je i savjetnik za bolje snalaženje u zaštiti i očuvanju zdravlja, prepoznavanju simptoma te izboru načina liječenja. Daje potrebno znanje o obliku i građi čovječjeg organizma, o specifičnom radu pojedinih organa i sustava, o vanjskim i unutarnjim činiteljima, koji mogu ometati njegov normalni rast, razvoj i funkcije. Namijenjen je ne samo liječnicima, stomatolozima, farmaceutima, studentima i bolesnicima, nego i svakom obrazovnom pojedincu. Zaključni dio donosi pregled pružanja prve pomoći u različitim situacijama, priručni rječnik i priručni atlas u boji. 
Leksikografski zavod Miroslav Krleža objavio je i mrežno izdanje Medicinskog leksikona.

## O izdanju:
- godina izdanja: 1992.
- glavni urednik: Ivo Padovan
- broj članaka: 15 795
- broj stranica: 1092
- broj ilustracija: 926

## Vanjske poveznice
- Leksikografski zavod Miroslav Krleža  Arhivirana inačica izvorne stranice od 30. srpnja 2013. (Wayback Machine)
- Medicinski leksikon, Leksikografski zavod Miroslav Krleža  Arhivirana inačica izvorne stranice od 16. studenoga 2012. (Wayback Machine)
- Medicinski leksikon mrežno izdanje
- Portal znanja Leksikografskog zavoda